# Esteve López Montanya
Pour les articles homonymes, voir López et Montanya.
Esteve López Montanya, homme politique andorran, né le 17 août 1957. Il est membre du Parti social-démocrate (Andorre). Il est actuellement membre du conseil général.